# 纸房乡 (黄平县)
纸房乡，是中华人民共和国贵州省黔东南苗族侗族自治州黄平县下辖的一个乡镇级行政单位。

## 行政区划
纸房乡下辖以下地区：
金河村、向心村和天马村。